# ۱۱۱ (قمری)
۱۱۱ (قمری)، صد و یازدهمین سال در گاهشماری هجری قمری است. اول محرم این سال برابر با نهم آوریل سال ۷۲۹ میلادی است.